# Peperomia megapotamica
Peperomia megapotamica är en pepparväxtart som beskrevs av Gustav Adolf Hugo Dahlstedt. Peperomia megapotamica ingår i släktet peperomior, och familjen pepparväxter. Inga underarter finns listade i Catalogue of Life.